# Seiji Shindo
Seiji Shindo (進藤 誠司 Shindo Seiji?), född 12 december 1992 i Kanagawa prefektur, är en japansk fotbollsspelare.
Shindo började sin karriär 2015 i Kataller Toyama. Han spelade 50 ligamatcher för klubben. 2019 flyttade han till Veertien Mie.